# Lesmesodon
Genre
Lesmesodon est un genre fossile de Hyaenodontidae qui a vécu lors de l'Éocène. Ses restes fossiles ont été mis au jour dans le site fossilifère de Messel, en Allemagne.

## Liste d'espèces
- Lesmesodon behnkeae  Morlo & Habersetzer, 1999
- Lesmesodon edingeri (Springhorn, 1982) - espèce type

## Étymologie
Le nom de Lesmesodon est une anagramme composée de « Messel », lieu de la découverte, et de « odon » dérivé du grec ancien ὀδούς, odoús, « dent».

## Publication originale
- (de) Michael Morlo et Jörg Habersetzer, « The Hyaenodontidae (Creondonta, Mammalia) from the lower Middle Eocene (MP11) of Messel (Germany) with special remarks on new x-ray methods », Courier Forschungsinstitut Senckenberg, E. Schweizerbart (d) et Senckenbergische Naturforschende Gesellschaft, vol. 216,‎ 20 septembre 1999, p. 31-73 (ISSN 0341-4116, OCLC 498801543 et 924791232, lire en ligne).